# 佩奇·麦克弗森
佩奇·阿莉尔·“麦克菲里斯”·麦克弗森（英語：Paige Arielle "McFierce" McPherson，1990年10月1日—）生于得克萨斯州阿比林，是一名美国女子跆拳道运动员。麦克弗森拥有非洲裔血统和菲律宾血统。她在南达科他州斯特吉斯长大。她是养父和养母所收养的五个孩子的其中一个，她也是跟随养父养母的韩国裔养子的脚步，开始练习跆拳道的。2009年，她进入迈阿密达德学院就读。